# Limenitis diatreta
Limenitis diatreta är en fjärilsart som beskrevs av Hans Fruhstorfer 1915. Limenitis diatreta ingår i släktet Limenitis och familjen praktfjärilar. Inga underarter finns listade i Catalogue of Life.